# 407
| 407                |
| ------------------ |
| Dødsfald - Fødsler |
|                    |

| Gregoriansk kalender | 407 CDVII               |
| Ab urbe condita      | 1160                    |
| Armensk kalender     | I/T                     |
| Kinesiske kalender   | 3103 – 3104 丙午 – 丁未 |
| Etiopisk kalender    | 399 – 400               |
| Jødisk kalender      | 4167 – 4168             |
| Hindukalendere       |                         |
| - Vikram Samvat      | 462 – 463               |
| - Shaka Samvat       | 329 – 330               |
| - Kali Yuga          | 3508 – 3509             |
| Iransk kalender      | 215 BP – 214 BP         |
| Islamisk kalender    | 222 BH – 221 BH         |

## Begivenheder
- Ved årsskiftet krydser germanske vandaler og sveber Rhinen sammen med det østlige folkeslag alanerne. Efter Rhinovergangen spreder de sig hærgende i Gallien (det nuværende Frankrig).
- Årets romerske consuler er kejser Honorius (vest) og kejsersønnen Theodosius (øst).
- De romerske tropper i Britannien (England) myrder Gratian, som de selv har udråbt som kejser. I stedet vælger de generalen Flavius Claudius Constantinus (senere kendt som Konstantin 3.). Han tager de fleste af tropperne i Britannien med over Kanalen til Gallien. Konstantin stabiliserer situationen i dele af Gallien, men er samtidig i kamp med de tropper, der bliver sendt til Gallien af den legitime kejser, Honorius.

## Født
- Wen Di, kejser af det sydkinesiske Liu Song dynasti fra 424 til sin død i 453.

## Dødsfald
- 14. september: Johannes Chrysostomos, tidligere ærkebiskop i Konstantinopel. Død i fængsel i Comana i Pontos.
- Maria, kejserinde, datter af generalen Stilicho og gift med den vestromerske kejser Honorius.
- Murong Xi, (født 385), kejser fra 401 af det senere Yan, et af de 16 kongeriger i Nordkina.